# Keith Powell
Keith Powell (* 1979 in Philadelphia, Pennsylvania) ist ein US-amerikanischer Schauspieler und Regisseur.

## Leben
Powell besuchte die Tisch School of the Arts der New York University und schloss sein Studium 2001 mit dem Bachelor of Fine Arts ab. Nach Rollen in Kurzfilmen und Seriengastrollen erhielt er 2006 die Rolle des James „Toofer“ Spurlock in der Sitcom 30 Rock. In der ersten Staffel war seine Figur noch als wiederkehrende Nebenrolle angelegt, ab der zweiten Staffel gehörte er zu den Stammschauspielern. Zwischen 2006 und 2013 spielte er in 130 Episoden der Serie. Das Ensemble wurde insgesamt sieben Mal für den Screen Actors Guild Award nominiert und erhielt ihn 2008. 2014 und 2015 spielte er die wiederkehrende Gastrolle des Richard in der Serie About a Boy.

## Filmografie (Auswahl)
- 2003: Criminal Intent – Verbrechen im Visier (Law & Order: Criminal Intent, Fernsehserie)
- 2005: Law & Order (Fernsehserie)
- 2006–2013: 30 Rock (Fernsehserie)
- 2009: Reno 911! (Fernsehserie)
- 2012: Navy CIS: L.A. (NCIS: Los Angeles, Fernsehserie)
- 2014: The Newsroom (Fernsehserie)
- 2014–2015: About a Boy (Fernsehserie)
- 2019: Lying and Stealing
- 2021: Marvelous and the Black Hole